# Тебиауэа
Тебиуэа (англ. Tabiauea) — деревня в Кирибати.

## Описание
Тебиауэа расположена на атолле Маиана в архипелаге Острова Гилберта, в южной части страны. В 40 км к югу от столицы, Южной Таравы. Ближайшее крупное поселение — деревня Бубутей — находится в 6,7 км к югу от Тебиауэа.
Деревня Тебиауэа расположена на высоте 8 метров над уровнем моря. Рельеф вокруг Тебиауэа плоский.
Среднегодовая температура в окрестностях составляет 25 °С. Самый теплый месяц — февраль, когда средняя температура 26°С, а самый холодный — апрель, когда 24°С. Среднегодовое количество осадков составляет 1372 миллиметра. Самый влажный месяц — апрель, в среднем выпадает 231 мм осадков, а самый сухой — ноябрь, выпадает 38 мм осадков.
Климат тропический жаркий, но смягчается постоянно дующими ветрами. Как и в других местах на юге островов Гилберта, на деревню Тебиауэа время от времени обрушиваются циклоны.
Население деревни сократилось с 183 (2010 год) до 147 жителей в 2017 году.